# خزگت
خزگت (به لاتین: Khazget) یک منطقهٔ مسکونی در افغانستان است که در ولسوالی واخان واقع شده‌است. خزگت ۳٬۴۴۲ متر بالاتر از سطح دریا واقع شده‌است.